# Cattedrale della Trasfigurazione (Novhorod-Sivers'kyj)
La Cattedrale della Trasfigurazione è una chiesa di rito ortodosso ucraino del Patriarcato di Mosca, sita nella città di Novhorod-Sivers'kyj, in Ucraina. È l'edificio principale e centrale del monastero della Trasfigurazione.

## Descrizione
La cattedrale è realizzata in mattoni e pietra, intonacata e imbiancata a calce. Ha una pianta quadrata di 28×28 metri per lato ed è sovrastata da cinque cupole, una centrale alta 28 metri su tamburo circolare, al centro, e quattro su tamburi ottagonali agli angoli. Le facciate su tre lati (settentrionale, occidentale e meridionale) sono ornate da portici di ordine tuscanico. L'edificio è progettato secondo le forme stilistiche del classicismo.
L'interno della chiesa è suddiviso in nove aule da quattro piloni collegati tra loro da archi. Lo spazio centrale è delimitato da colonne binate di ordine ionico che sostengono una trabeazione con cornici modulari. L'iconostasi della cattedrale fu dipinta da Hryhorij Kornejev e l'ordine superiore fu aggiunto nel 1853 con un dipinto di Lev Bohajevs'kyi.